# Пітайо сірочеревий
Пітайо сірочеревий (Silvicultrix frontalis) — вид горобцеподібних птахів родини тиранових (Tyrannidae). Мешкає в Андах.

## Підвиди
Виділяють два підвиди:
- S. f. albidiadema (Lafresnaye, 1848) — західна Колумбія;
- S. f. frontalis (Lafresnaye, 1847) — від центральної Колумбії до Еквадору і північного Перу.

Гірський пітайо раніше вважався конспецифічним з сірочеревим пітайо.

## Поширення і екологія
Сірочереві пітайо мешкають в Колумбії, Еквадорі та Перу. Вони живуть у вологих гірських тропічних лісах Анд та у високогірних чагарникових заростях. Зустрічаються на висоті від 1600 до 4000 м над рівнем моря.